# Edgar Schurtz
Edgar Alfredo Schurtz (Curitiba, 11 febbraio 1979) è un allenatore di calcio a 5 e giocatore di calcio a 5 brasiliano naturalizzato italiano.

## Carriera

### Club
Nella stagione 2003-2004 trascina il San Paolo Pisa alla salvezza grazie a due doppiette nei play-out. La stagione successiva, grazie alle nuove norme di svincolo automatico, passa al Prato e quindi nel mercato invernale di riparazione del 2006 al Marcianise. Nell'estate del 2006 firma per l'Arzignano dove nel 2007 viene trovato positivo a un controllo antidoping.
Scontata la squalifica si accorda con il Napoli Barrese dove resta per due stagioni prima di trasferirsi al Pescara. Rimasto svincolato al termine della stagione 2012-13, Schurtz scende di categoria firmando per il Real Torgianese in serie B dove resta fino alla sessione invernale di calciomercato durante la quale si trasferisce allo Sporting Sala-Marcianise. Nel luglio 2014 si trasferisce in Calabria all'Atletico Belvedere, e grazie alle sue 25 reti realizzate in campionato, contribuisce alla storica salita in Serie A dei cosentini. Nell'estate 2015, nonostante l'ottima annata con il club amaranto, non viene però riconfermato in rosa e decide di restare in Serie A2, vestendo per l'annata successiva 2015-2016, la maglia dei napoletani della Partenope.

### Nazionale
In possesso della doppia cittadinanza, nel gennaio del 2004 è stato convocato per la prima volta nella Nazionale di calcio a 5 dell'Italia in occasione della Qualificazioni all'UEFA Futsal Championship 2005.

## La squalifica per doping
Nel 2007, trovato positivo a un controllo antidoping, viene prima squalificato per un anno, ma poi gli viene concesso uno sconto di pena. A distanza di un anno, però, la sentenza del Tas ha accolto la richiesta della Fifa di condannarlo a scontare la squalifica fino al 25 settembre del 2009.